# Флеминг, Хенрик
Хенрик Флеминг  (нем. Heinrich Fleming; ?—15 июля 1300) — второй князь-епископ варминский (1278—1300).

## Биография
Исполнял пастырские обязанности в Бранево, служил священником кафедрального прихода, позже деканом и каноником архиепархии Вармии. Обряд посвящения в епископы варминские принял до 21 марта 1279 года. Папа римский Николай III утвердил его князем-епископом варминским.
За время епископства построил новых собор во Фромборке и туда же перенёс столицу архиепархии Вармии из Бранево и варминский капитул. По его приглашению многие немецкие колонисты из нижней Германии, Моравии и Силезии, переселились в Вармию.